# Absintul
Absintul este o pictură în ulei pe pânză din 1875-1876 realizată de pictorul francez Edgar Degas. Titlul său original a fost Într-o cafenea, un nume folosit adesea astăzi.
Alte titluri timpurii au fost O schiță a unei cafenele franceze și Personaje la cafenea. Când a fost expus la Londra în 1893, titlul a fost schimbat în Absintul, numele sub care pictura este acum cunoscută. Se află în colecția permanentă a Musée d'Orsay din Paris, Franța.

## Descriere
Pictată în 1875–1876, lucrarea înfățișează o femeie și un bărbat stând unul lângă altul, bând un pahar de absint. Ei par letargici și singuri. Bărbatul, purtând o pălărie, privește în dreapta spre marginea pânzei, în timp ce femeia, îmbrăcată mai formal în rochie și pălărie la modă, se uită liber în jos. Un pahar plin cu absint se află pe masă în fața ei. Modelele folosite în pictură sunt Ellen Andrée, o actriță care a apărut și în picturile lui Édouard Manet La restaurantul Père Lathuille și Coniac, și Marcellin Desboutin, pictor și gravor. Cafeneaua în care își servesc băuturile este Café de la Nouvelle Athènes din Paris.

## Primire
La prima sa prezentare în 1876, lucrarea a fost puternic atacată de critici, care au numit-o urâtă și dezgustătoare. A fost pusă în depozit până când a fost expusă din nou în 1892, dar a fost din nou tratată cu dispreț. Pictura a fost expusă din nou la Galeria Grafton din Anglia în 1893, de data aceasta intitulată Absintul, unde a stârnit controverse și mai mari. Oamenii și absintul reprezentați în pictură au fost considerați de criticii englezi ca fiind șocant de degradați și de grobieni. Mulți au considerat pictura ca pe o lovitură adusă moralității; aceasta a fost viziunea generală a unor astfel de victorieni precum Sir William Blake Richmond și Walter Crane atunci când a fost prezentat tabloul la Londra. Această reacție a fost tipică epocii, dezvăluind suspiciunea profundă cu care Anglia victoriană a privit arta în Franța încă de la începuturile școlii de la Barbizon și dorința de a găsi o lecție înălțătoare din punct de vedere moral în operele de artă. Mulți critici englezi au văzut pictura ca pe o lecție de avertisment împotriva absintului și a francezilor în general. Comentariul lui George Moore despre femeia înfățișată a fost: „Ce curvă!” El a adăugat, „povestea nu este una plăcută, dar este o lecție”. Cu toate acestea, în cartea sa Modern Painting, Moore a regretat că a atribuit o lecție de morală lucrării, susținând că „tabloul abia dacă este o operă de artă și nu are nimic de-a face cu băutura sau sociologia.”